# Нібитисолистник
Нібитисолистник (Pseudotaxiphyllum) — рід мохів родини Plagiotheciaceae.
Рід має майже космополітичне поширення.
Види:
- Pseudotaxiphyllum arquifolium (Bosch & Sande Lac.) Z.Iwats.
- Pseudotaxiphyllum densum Iwatsuki, 1987